# آلکس دا سیلوا
آلکس دا سیلوا مدافع, هافبک اهل برزیل است که در شهر Catanduva و در تاریخ ۲۷ دسامبر ۱۹۸۱ به دنیا آمده‌است.
آلکس دا سیلوا در تیم‌های فوتبال واسکو دوگاما سابقهٔ حضور دارد.